# Cernotina zanclana
Cernotina zanclana är en nattsländeart som beskrevs av Ross 1952. Cernotina zanclana ingår i släktet Cernotina och familjen fångstnätnattsländor. Inga underarter finns listade i Catalogue of Life.